# Sheryl Lee Ralph
Sheryl Lee Ralph (ur. 30 grudnia 1956 w Waterbury) – amerykańska aktorka.

## Filmografia

### Filmy fabularne
- 1986 - Pros & Cons jako Roberta
- 1989 - Gliniarz na Karaibach (Mighty Quinn) jako Lola
- 1990 - Spać ze złem (To Sleep with Anger) jako Linda
- 1992 - Fałszywy senator (Distinguished Gentleman) jako Miss Loretta
- 1992 - Obsesja (Mistress) jako Beverly Dumont
- 1993 - Nie chcę tego dziecka (No Child Of Mine)
- 1993 - Zakonnica w przebraniu 2: Powrót do habitu (Sister Act 2: Back in the Habit) jako Florence Watson
- 1994 - Diabelskie polowanie (Witch Hunt) jako Hypolyta Kropotkin
- 1994 - Flintstonowie (Flintstones) jako Pani Pyrite
- 1995 - Brzemię białego człowieka (White Man's Burden) jako Roberta
- 1996 - Anioł stróż (Lover's Knot) jako Charlotte
- 1996 - Bogus, mój przyjaciel na niby (Bogus) jako Ruth Clark
- 1998 - Secrets
- 1999 - Determinacja (Deterrence) jako Gayle Redford
- 2000 - Lost in the Pershing Point Hotel jako Pielęgniarka
- 2002 - Baby of the Family jako Mamie
- 2007 - Frankie D jako Mama

### Dubbing
- 1988 - Oliver i spółka (Oliver & Company) jako Rita